# Lista de canções número um na Brasil Hot 100 Airplay em 2009

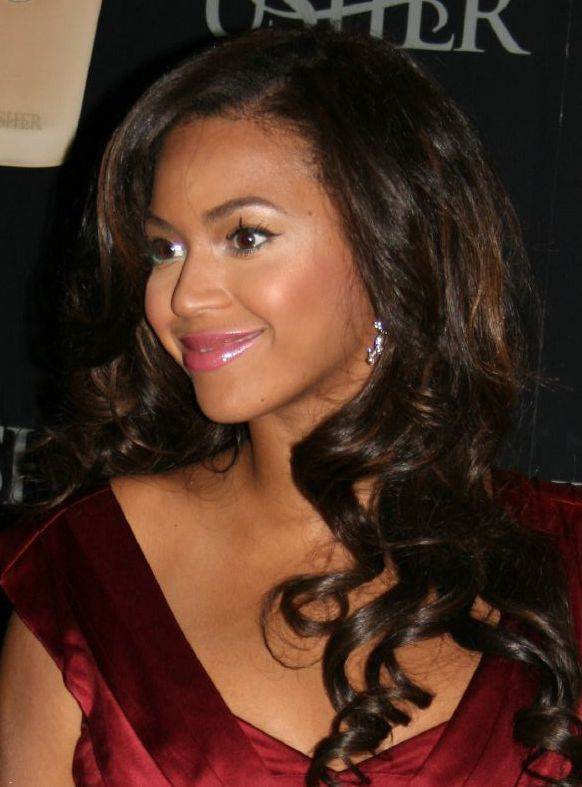
A estadunidense Beyoncé é a primeira artista internacional a liderar a Brasil Hot 100 Airplay, em setembro de 2009, com a canção "Halo", que ficou no topo por três meses consecutivos.

Esta é uma lista de canções que atingiram o número um da tabela musical Brasil Hot 100 Airplay em 2009. A lista é publicada mensalmente pela revista Billboard Brasil, que divulga as cem faixas mais executadas nas estações de rádio do Brasil a partir de dados recolhidos pela empresa Crowley Broadcast Analysis. As músicas, de repertório nacional e internacional e de variados gêneros, são avaliadas através da grade da companhia supracitada, que compreendia até então as cidades de São Paulo, Rio de Janeiro, Campinas, Ribeirão Preto, Brasília, Belo Horizonte, Curitiba, Porto Alegre, Recife e Salvador.
Um total de duas artistas e duas canções alcançaram o primeiro lugar da tabela, sendo as duas dos Estados Unidos. Beyoncé liderou os dois primeiros meses com "Halo". A cantora permaneceu no topo até novembro seguinte, sendo quem mais ficou no número um da lista em 2009. Mariah Carey chegou à posição mais alta em dezembro com "I Want to Know What Love Is", terminando a trajetória das músicas mais tocadas no país daquele ano.

## Histórico
| Mês      | Canção                        | Artista      | Ref.        |
| -------- | ----------------------------- | ------------ | ----------- |
| Outubro  | "Halo"                        | Beyoncé      | [ 1 ]       |
| Novembro | "Halo"                        | Beyoncé      | [ 2 ] [ 3 ] |
| Dezembro | "I Want to Know What Love Is" | Mariah Carey | [ 4 ]       |